# Древесный богомол
Древесный богомол (лат. Hierodula tenuidentata) — вид насекомых из семейства настоящих богомолов (Mantidae).

## Описание

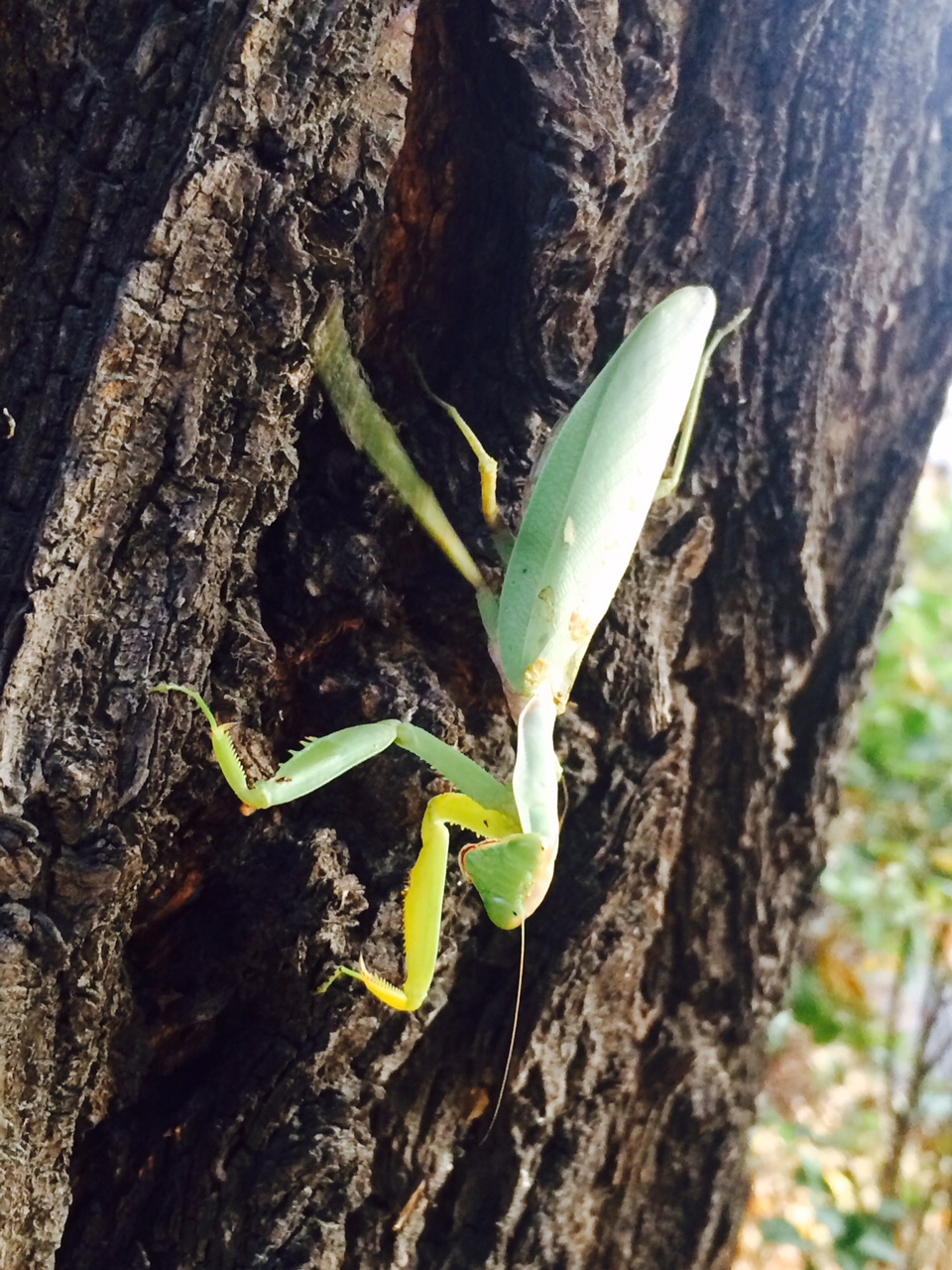
Богомол древесный среднеазиатский в парке Алматы

По строению сильно похож на богомола обыкновенного, но имеет ряд существенных отличий.
Размеры древесного богомола — 5—6 см у самцов и 7—8,5 см у самок. Очень редко встречаются самки длиной 9 см. Цвет древесного богомола изменяется от светло-зелёного до тёмно-бурого, почти чёрного. Усики самца почти такой же длины, как и у самки, только у основания немного толще. Ширина головы относится к длине груди и к длине туловища как 1:3:5. Таким образом, если длина древесного и обыкновенного богомолов одинакова, то у древесного голова крупнее в два раза, а туловище короче, но массивнее.
Древесные богомолы очень прожорливы. «Жизнь животных» указывает, что одна личинка древесного богомола за 85 дней своего развития съела 147 тлей, 41 плодовую мушку и 266 комнатных мух.
Кроме того, древесный богомол значительно сильнее обыкновенного и может поймать добычу в два раза более крупную, чем может обыкновенный. На тазиках передних ног древесных богомолов отсутствуют пятна, а тазики задних ног почти всегда заметно темнее туловища.
Птеростигма на надкрыльях древесных богомолов всегда белая и выделяется на фоне всего крыла, а жилкование почти не заметно.
На надкрыльях ни у самцов, ни у самок нет никаких полос, зато на туловище у беременной самки всегда появляется толстая тёмно-коричневая полоса.
Мышцы крыльев самцов древесных богомолов развиты настолько хорошо, что они могут летать, не приземляясь, всю ночь. Взрослые богомолы живут около 55—60 дней.

### Размножение
Размножаются личинками. Отрождение личинок в Таджикистане начинается в середине мая и протекает с 8 линьками.

## Ареал и места обитания
Древесный богомол обитает в причерноморской части России, Казахстане, Узбекистане, Таджикистане, Туркменистане, Индии.
Вид, как это подчёркивает его название, связан с древесно-кустарниковой растительностью и чаще всего встречается в поймах рек, по долинам которых поднимается высоко в горы — до 1700 м над уровнем моря.